# Letheobia rufescens
Letheobia rufescens — вид змій родини сліпунів (Typhlopidae). Мешкає в Центральній Африці.

## Поширення і екологія
Letheobia rufescens мешкають в Центральноафриканській Республіці та на півночі Демократичній Республіці Конго, в басейнах річок Убангі і Уеле. Вони живуть у вологих рівнинних тропічних лісах, на висоті до 800 м над рівнем моря.